# Fotja frontvermella
La fotja frontvermella (Fulica rufifrons) és una espècie d'ocell de la família dels ràl·lids (Rallidae) que habita llacunes i aiguamolls d'Amèrica del Sud, des del sud del Perú, sud-est del Brasil, Uruguai i Paraguai, cap al sud, a través de l'Argentina i Xile fins Terra del Foc.